# Henry Wadsworth Longfellow
Henry Wadsworth Longfellow (27 de febrero de 1807-24 de marzo de 1882) fue un poeta estadounidense que escribió trabajos que aun hoy siguen gozando de fama popular, entre los que están The Song of Hiawatha, Paul Revere's Ride y Évangéline. También escribió la primera traducción estadounidense de la Divina Comedia de Dante Alighieri y de las Coplas a la muerte de su padre de Jorge Manrique y fue uno de los cinco miembros del grupo conocido como los Fireside Poets (Poetas hogareños). Nació en Maine, y vivió la mayor parte de su vida en Cambridge, Massachusetts, en una casa ocupada durante la Guerra de Independencia de los Estados Unidos por el general George Washington y sus mandos.

## Biografía

### Infancia y educación
Longfellow nació en 1807, segundo de los ocho hijos del matrimonio formado por Stephen y Zilpah (Wadsworth) Longfellow, en una casa que colindaba con las calles Hancock y Fore en Portland, Maine. La vivienda, de estilo federal, fue demolida en 1955; pero él creció en la que hoy es conocida como la casa Wadsworth-Longfellow. Su familia era una de las más antiguas de los Estados Unidos; su padre era un abogado, y su abuelo materno Peleg Wadsworth Sr., fue general durante la Guerra de la Independencia Americana. Por parte materna descendía de ingleses enraizados en Otley (Yorkshire), documentados desde 1676, mientras que por la parte del padre venía de dos peregrinos del Mayflower, Priscila y John Alden.
Se integró en una “escuela de damas” cuando tenía solo tres años, y a los seis, cuando entró en una academia privada de Portland, podía ya leer y escribir correctamente. Permaneció en la academia hasta los catorce años y entró en 1822 en el Bowdoin College en Brunswick, Maine. En Bowdoin se encontró con Nathaniel Hawthorne, con quien entabló una amistad de por vida. En sus años allí, se ganó la reputación de ser muy estudioso y un experto latinista. Su madre alentó ese entusiasmo por la lectura y el conocimiento, dándole a leer el Robinson Crusoe de Daniel Defoe y el Don Quijote de Miguel de Cervantes. Pronto empezó a componer versos y publicó su primer poema en la Portland Gazette (17-XI-1820). Los veranos los pasaba en la granja de su abuelo Peleg (Hiram, Maine).
Fue en el otoño de 1822 cuando un Longfellow quinceañero se matriculó en el Bowdoin College de Brunswick, Maine, junto a su hermano Stephen. Su abuelo había sido el fundador de este colegio universitario y su padre era uno de sus administradores. Allí Longfellow conoció al escritor Nathaniel Hawthorne, quien se convirtió en su amigo para toda la vida. Ya por entonces tenía claro que quería convertirse en un hombre de letras, y así se lo hizo saber a su padre:
No lo disfrazaré en lo más mínimo... El hecho es que aspiro ansiosamente a una futura eminencia en la literatura; toda mi alma arde más en pos de ella, y cada pensamiento terrenal se me centra en ella... Estoy casi seguro de creer que, si alguna vez puedo prosperar en el mundo, será por ejercitar mis talentos en el amplio campo de las letras.
Persiguió estos objetivos enviando poesía y prosa a varios periódicos y revistas, estimulado en parte por su profesor Thomas Cogswell Upham. Y así llegó a publicar cerca de cuarenta poemas menores entre enero de 1824 y su graduación en 1825. Alrededor de 24 de ellos lo fueron en la efímera The Boston United Literary Gazette. Cuando Longfellow se graduó en Bowdoin, era el cuarto de la clase y lo eligieron miembro de la hermandad Phi Beta Kappa.

### Primer viaje a Europa. Profesor en Bowdoin College
Después de graduarse en 1825, se le ofreció el puesto de profesor en el Bowdoin College con la condición de que primero estuviera algún tiempo en Europa para un mejor conocimiento de las lenguas que debía enseñar. Viajó por Europa entre 1826 y 1829: a Francia, España, Italia, Alemania, de vuelta a Francia y luego a Inglaterra antes de regresar a Estados Unidos a mediados de agosto de 1829. Mientras estaba en el extranjero, aprendió francés, español, italiano, portugués y alemán. En Madrid, pasó un tiempo con Washington Irving y quedó particularmente impresionado por la ética de trabajo del autor. Irving alentó al joven Longfellow a seguir escribiendo. Mientras pasaba ocho determinantes meses en España, se le inculcó un gran amor por Cervantes, Lope de Vega y Pedro Calderón de la Barca, cuyas lecturas impregnan su libro Voices of the Night (1838). En España Longfellow se entristeció al saber que su hermana favorita Elizabeth había muerto de tuberculosis a la edad de 20 años en mayo. Tal vez por ello emprendiera entonces su traducción de la elegía de Jorge Manrique.
Tras su vuelta fue el primer profesor de lenguas modernas en Bowdoin, y también trabajó como bibliotecario a tiempo parcial. Durante sus años en aquel colegio, escribió libros de texto en francés, italiano y español además de un libro de viajes, Outre-Mer: A Pilgrimage Beyond the Sea. En 1831, se casó con Mary Storer Potter, de Pórtland. Su primer libro publicado fue la traducción de Coplas a la muerte de su padre de Jorge Manrique en 1833. Es muy posible que Longfellow contagiara su pasión por la literatura hispánica a su amigo y vecino, también profesor de Harvard, el poeta James Russell Lowell, que terminó siendo embajador de EE. UU. en Madrid durante ocho años y fue miembro correspondiente de la Real Academia de la Lengua Española.

### Segundo viaje a Europa. Profesor en Harvard
En 1834, recibió la oferta de ser profesor de francés y español en la Universidad de Harvard, con la especificación de que estuviera un año o más en Europa para perfeccionar su alemán. Su joven mujer falleció durante su viaje a Róterdam después de sufrir un aborto en 1835. Cuando volvió a los Estados Unidos, asumió su cátedra en Harvard. Comenzó a publicar su poesía, incluyendo Voices of the Night en 1839 y Ballads and Other Poems, incluidas en su célebre libro The Village Blacksmith (1841).

### Matrimonios e infortunios
Fue un hijo y padre devoto con una sensibilidad aguda para los deleites del hogar. Pero sus matrimonios terminaron en desgracia y tragedia. Su primera esposa, Mary Potter, de Pórtland, murió en 1835, como ya se ha dicho, por un aborto espontáneo. Luego se casó con Frances “Fanny” Appleton, hija de un comerciante llamado Nathan Appleton, quien compró la casa Craigie, desde la que se ve el Río Charle como un regalo de bodas para la pareja. Mientras duró el largo cortejo de la señorita  Appleton, caminaba con frecuencia desde Harvard a la casa de ella en Boston, cruzando el río por el puente oeste de esta ciudad. Aquel puente fue denominado después “Puente de Longfellow”. Su romance con Fanny está evidenciado en las siguientes líneas de su único poema amoroso, el soneto conocido como "The Evening Star", que fue escrito en octubre de 1845: "O my beloved, my sweet Hesperus! / My morning and my evening star of love!" [Oh, ¡mi dulce lucero de la tarde (alusión a Venus)! / ¡Mi estrella de amor en mañana y tarde!]
Se situó en Cambridge (Massachusetts), donde permaneció el resto de su vida, si bien estuvo algunos veranos en su casa de Nahant. Se retiró de Harvard en 1854, dedicando desde entonces todo su esfuerzo a escribir. Recibió un doctorado honoris causa en Derecho por Harvard en 1859. Fanny por fin aceptó su propuesta matrimonial y tuvieron seis hijos, Charles Appleton (1844-1893), Ernest (1845-1921), Fanny (1847-1848), Alice Mary (1850-1928), Edith (1853-1915) y Anne Allegra (1855-1934). En la década de 1860, Longfellow pasó varios años traduciendo la Divina Comedia de Dante Alighieri y regularmente invitaba a otros poetas para ayudarlo los miércoles por la noche. Su amigo y vecino James Russell Lowell fue uno de los principales miembros de ese llamado "Club Dante", junto con William Dean Howells, Charles Eliot Norton y otros invitados ocasionales.

### Fallecimiento de Frances
Durante un cálido día de julio, sellando con cera un sobre donde había guardado los rizos de sus hijos, el vestido de Fanny prendió fuego.
Longfellow intentó apagar las llamas, incluso quemándose a sí mismo, pero Fanny murió al día siguiente, 10 de julio de 1861. Longfellow se dejó barba para ocultar las quemaduras del rostro, lo que se convirtió en una de sus características, y quedó tan afectado por su fallecimiento que temió caer en la locura; nunca se recuperó completamente. La fuerza de su aflicción se hace evidente en las líneas de un soneto, "The Cross of Snow" (1879), que escribió dieciocho años más tarde en conmemoración de su muerte:
Such is the cross I wear upon my breast: / these eighteen years, through all the changing scenes / and seasons, changeless since the day she died. / Tal es la cruz que pongo en mi pecho: / estos dieciocho años, por todos los escenarios cambiantes / y momentos, inmutable desde el día en que murió.

### Últimos días
Falleció el día 24 de marzo de 1882 y está enterrado en el Cementerio del Monte Auburn, Cambridge, Massachusetts. En 1884 fue el primer poeta americano en honor del cual fue esculpido un busto en la esquina de los poetas de la Abadía de Westminster en Londres. Cándido Pérez Gállego afirma de él:
Fue durante dieciocho años profesor en Harvard y antes lo había sido en Bowdoin College. Tuvo una fama sin igual y en sus versos hacía palpitar al pueblo americano, trayendo tal vez aromas de su nativo Portland (Maine), y gozando lo mismo del unitarismo como de una serena adoración a la existencia que le hace desafiar la muerte, dejando constancia de su ansia ética de pervivencia en Outre-Mer (1833-1834), Hyperion (1839), Evangeline (1847), The Song of Hiawatha (1855) y The Courtship of Miles Standish (1858)

## Poética y estilo
Su obra es una búsqueda de plenitud que ya se vislumbra cuando descubre España con Washington Irving, o cuando más tarde conoce a Thomas Carlyle; "es una plenitud interior que está respaldada por una enorme erudición, por una enciclopédica actitud hacia la literatura, centrado en su vida cotidiana por el orden y la moderación", y que en una extracto de "A Psalm of Life" queda reflejado:
Tell me not, in mournful numbers, / life is but and empty dream! - / For the soul is dead that slumbers, / and things are not what they seem. / Life is real! Life is earnest! / And the grave is not its goal; / dust thour art, to dust returnest, / was not spoken of the soul... / ¡No me digas, en versos tristes, / "la vida es un sueño vacío!" Porque el alma que dormita está muerta, / y las cosas no son lo que parecen. / ¡La vida es real! ¡La vida es seria! / Y la tumba no es su meta; / polvo tu arte, al polvo vuelto, / no se habló del alma...
Su trabajo fue inmensamente popular mientras él vivía; aún lo es hoy, aunque algunos críticos modernos lo consideran muy sentimental. Su poesía está basada en temas cotidianos y sencillos para la comprensión de los mismos con un léxico simple y claro, además de un lenguaje fluido. Su poesía estimuló la creación lírica en Estados Unidos y contribuyó a crear una mitología americana. Además fue uno de los primeros hispanistas y un traductor eminente que en 1833 logró versificar en inglés y con rima las Coplas a la muerte de su padre, así como la Divina comedia de Dante Alighieri. Menos conocida es su traducción de la famosa letrilla de Santa Teresa de Jesús:
Let nothing disturb thee, / nothing affright thee; / all things are passing; / God never changeth; / patient endurance / attaineth to all things; / who God possesseth / in nothing is wanting; / alone God sufficeth... / Nada te turbe; / nada te espante; / todo se pasa; / Dios no se muda, / la pacïencia / todo lo alcanza. / Quien a Dios tiene, / nada le falta. / Solo Dios basta.
El hogar de Longfellow en Cambridge, el Sitio Histórico-Nacional de Longfellow, es considerado un lugar de interés cultural, y se incluye en el registro de lugares nacionales de carácter histórico en los Estados Unidos de América. Una réplica, con escala de 2/3 fue construida en Mineápolis, Minnesota, en el parque Minnehaha en 1906 y en una ocasión sirvió como pieza central para el zoológico local.
El notable ministro, escritor y abolicionista, Edward Everett Hale, fundó organizaciones llamadas Harry Wadsworth Clubs.

## Obras

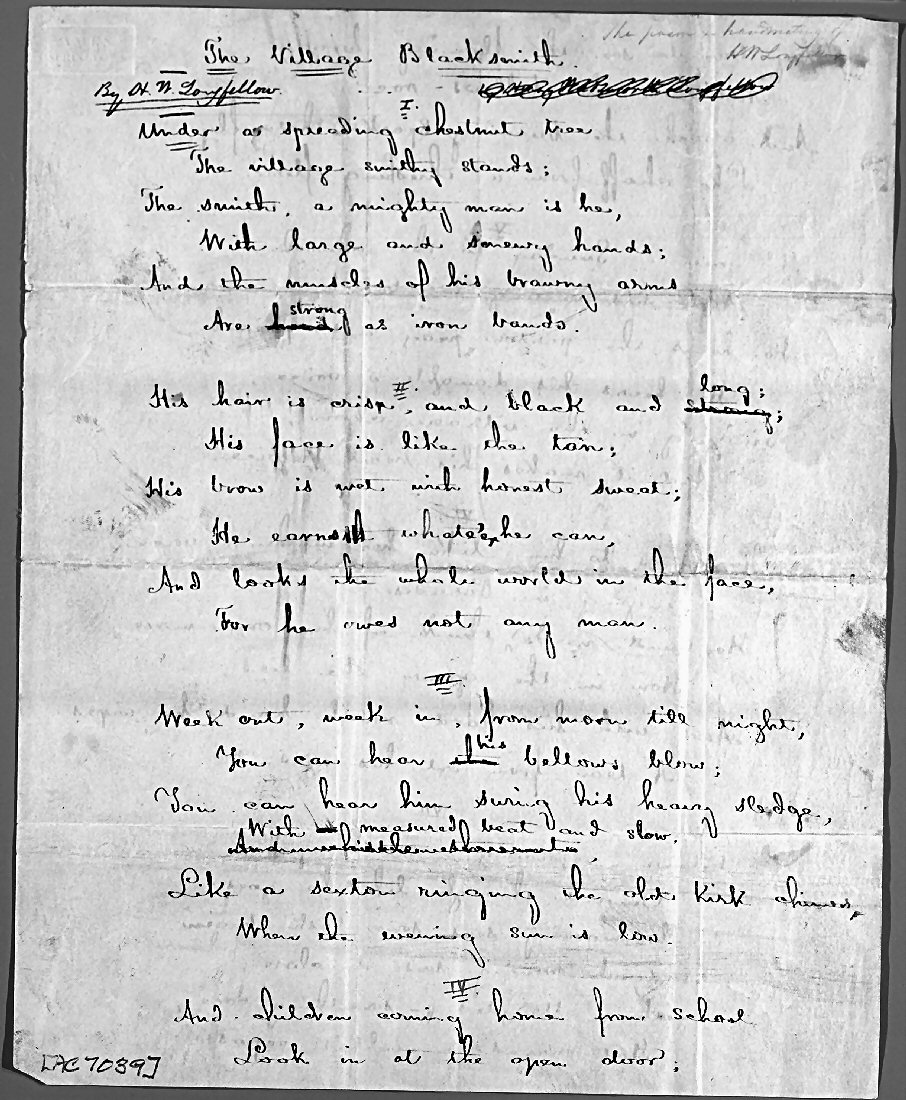
"The Village Blacksmith" (página 1 del manuscrito).

- Outre-Mer: A Pilgrimage Beyond the Sea (1835)
- Hyperion, a Romance (1839)
- The Spanish Student. A Play in Three Acts (1843)
- Evangeline: A Tale of Acadie, poema épico culto (1847)
- Kavanagh (1849), novela.
- The Golden Legend (1851), poema
- The Song of Hiawatha poema épico culto (1855)
- The New England Tragedies (1868)
- The Divine Tragedy (1871)
- Christus: A Mystery (1872)
- Aftermath (1873), poema
- The Arrow and the Song, poema

Colecciones poéticas
- Voices of the Night (1839)
- Ballads and Other Poems (1841)
- Poems on Slavery (1842)
- The Belfry of Bruges and Other Poems (1845)
- The Seaside and the Fireside (1850)
- The Poetical Works of Henry Wadsworth Longfellow Henry Wadsworth Longfellow (London, 1852), con ilustraciones de John Gilbert
- The Courtship of Miles Standish and Other Poems (1858)
- Tales of a Wayside Inn (1863)
  - También incluye Birds of Passage (1863)
- Household Poems (1865)
- Flower-de-Luce (1867)
- Three Books of Song (1872)
- The Masque of Pandora and Other Poems (1875)
- Kéramos and Other Poems (1878)
- Ultima Thule (1880)
- In the Harbor (1882)
- Michel Angelo: A Fragment (incompleto; publicado póstumo)

Traducciones
- Coplas de Don Jorge Manrique (trad. del español) (1833)
- Dante's Divine Comedy (traducción del toscano) (1867)

Antologías
- Poets and Poetry of Europe (traducciones) (1844)
- The Waif (1845)
- Poems of Places (1874)

### Colecciones póstumas
- Poems and Other Writings, J.D. McClatchy, ed. ( New York: The Library of America, 2000) ISBN 1-883011-85-X